# Специальный (посёлок)
 Специальный  — посёлок в Большеберезниковском районе Мордовии в составе Пермисского сельского поселения.

## География
Находится на расстоянии примерно 16 километров по прямой на юго-запад от районного центра села Большие Березники.

## Население
| 2002 | 2010 |
| ---- | ---- |
| 5    | ↗6   |

Постоянное население составляло 5 человек (мордва-эрзя 100 %) в 2002 году, 6 в 2010 году.